# Sugarloaf Key Bat Tower

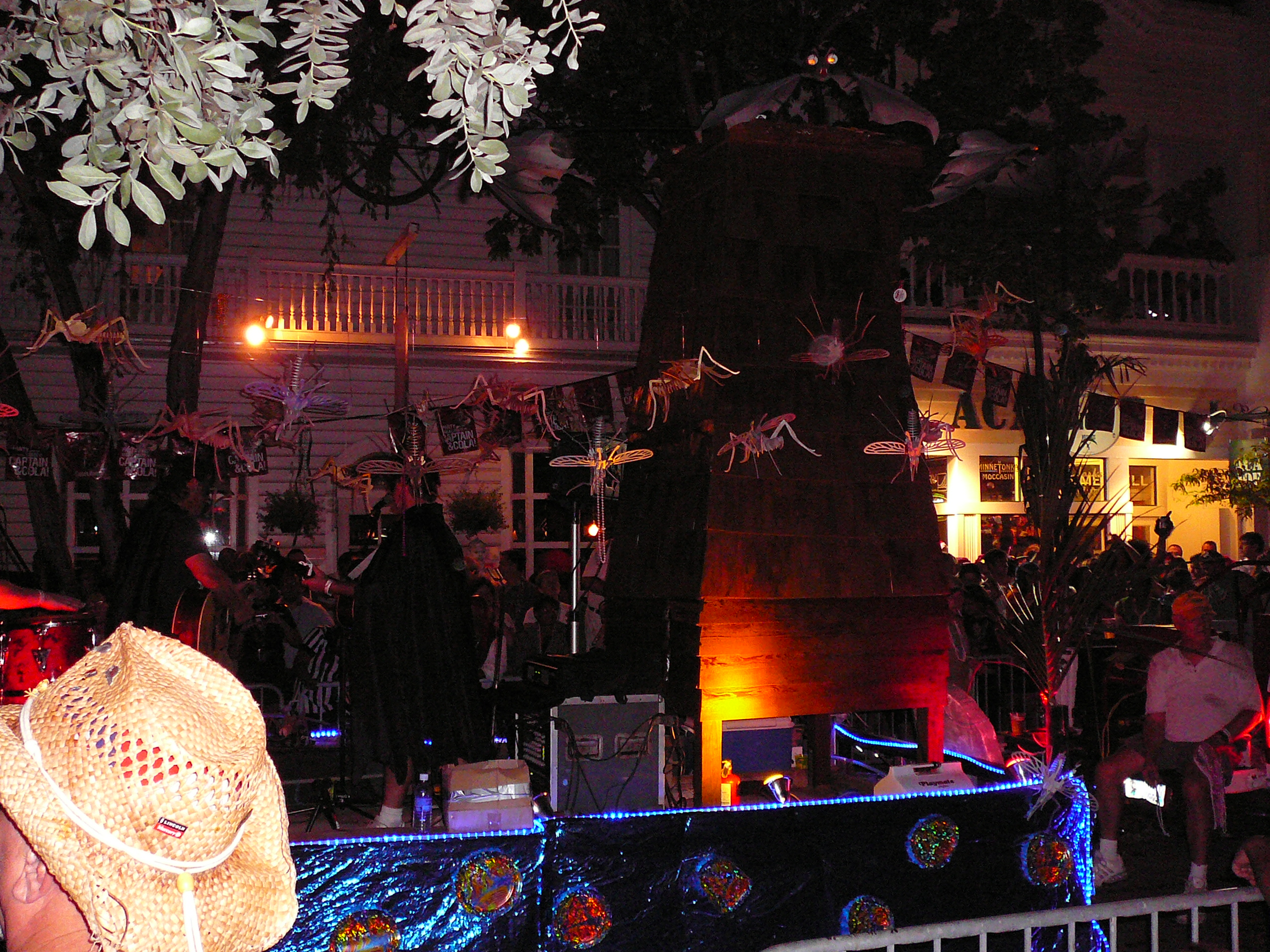
Paradezug während des Fantasy Festival im Oktober 2008

Der Sugarloaf Key Bat Tower ist eine historische Stätte auf Sugarloaf Key, Monroe County in Florida. Er befindet sich eine Meile nordwestlich des U.S. Highway 1 oder dem Overseas Highway bei MM 17. Am 13. Mai 1982 wurde der Turm als Baudenkmal in das National Register of Historic Places aufgenommen.

## Geschichte
Der Turm wurde im Jahre 1929 von Richter Clyde Perky gebaut. Die Pläne des Turms stammen von Dr. Charles Campbell aus Texas, einem frühen Pionier der Fledermausstudien. Die Fledermausschlafstelle sollte eine Unterkunft für moskitoverzehrende Fledermäuse sein, die ihrerseits die Malaria einschleppten. Von den ursprünglich 14 weltweit gebauten Campbell Bat Tower genannten Türmen existieren noch zwei weitere in den USA: Der Perky Tower in Comfort und der Shangri-La Gardens in Orange, beide in Texas. Einer der Türme wurde rekonstruiert, so dass heute tatsächlich Fledermäuse dort nisten. Ein vierter Campbell Bat Tower in Temple Terrace, Florida, ist 1979 abgebrannt und wird derzeit wieder aufgebaut.